# 안동시민운동장
안동시민운동장(安東市民運動場, Andong Civic Stadium)은 대한민국 경상북도 안동시에 있는 스포츠 시설이다. 천연잔디 필드와 우레탄 트랙이 갖춰진 경기장이며, 1979년 9월에 준공되었다.

## 참고 문헌
- “안동시민운동장”. 《안동시 문화관광》. 안동시청.
- 〈안동시민운동장〉. 《한국향토문화전자대전》. 한국학중앙연구원.[깨진 링크(과거 내용 찾기)]
- 《전국 공공체육 시설 현황 (2017년말 기준)》. 대한민국 문화체육관광부. 2019.
- 《2020년 전국 공공체육시설 현황 (2019년말 기준)》. 대한민국 문화체육관광부. 2021.
- 《2023 전국 공공체육시설 현황 (2022년 12월말 기준)》. 대한민국 문화체육관광부. 2024.